# Lauchhammer
Lauchhammer (baix sòrab: Łuchow) és una ciutat alemanya que pertany a l'estat de Brandenburg. Està situada 50 kilòmetres al nord de Dresden i a 17 a l'oest de Senftenberg.
El 1853 el comte d'Einsiedel, explotava un alt forn a Lauchhammer i va fer construir una resclosa al Schwarze Elster a Plessa per tal de permetre als velers a transportar mena de ferro fins a la seva fàbrica.

## Demografia
| Evolució de la població de 1875 a 2005 | Evolució de la població de 1875 a 2005 | Evolució de la població de 1875 a 2005 | Evolució de la població de 1875 a 2005 | Evolució de la població de 1875 a 2005 | Evolució de la població de 1875 a 2005 | Evolució de la població de 1875 a 2005 | Evolució de la població de 1875 a 2005 | Evolució de la població de 1875 a 2005 | Evolució de la població de 1875 a 2005 |
| Any                                    | Població                               | Any                                    | Població                               | Any                                    | Població                               | Any                                    | Població                               | Any                                    | Població                               |
| -------------------------------------- | -------------------------------------- | -------------------------------------- | -------------------------------------- | -------------------------------------- | -------------------------------------- | -------------------------------------- | -------------------------------------- | -------------------------------------- | -------------------------------------- |
| 1875                                   | 4.627                                  | 1890                                   | 6.054                                  | 1910                                   | 10.151                                 | 1925                                   | 17.259                                 | 1933                                   | 19.734                                 |
| 1939                                   | 22.467                                 | 1946                                   | 28.063                                 | 1950                                   | 27.524                                 | 1964                                   | 32.757                                 | 1971                                   | 31.854                                 |
| 1981                                   | 27.102                                 | 1985                                   | 26.626                                 | 1989                                   | 25.756                                 | 1990                                   | 24.945                                 | 1991                                   | 23.882                                 |
| 1992                                   | 23.911                                 | 1993                                   | 23.682                                 | 1994                                   | 23.386                                 | 1995                                   | 22.948                                 | 1996                                   | 22.551                                 |
| 1997                                   | 22.022                                 | 1998                                   | 21.684                                 | 1999                                   | 21.353                                 | 2000                                   | 20.769                                 | 2001                                   | 20.276                                 |
| 2002                                   | 19.826                                 | 2003                                   | 19.407                                 | 2004                                   | 19.060                                 | 2005                                   | 18.697                                 | 2006                                   | 18.396                                 |
| 2007                                   | 18.021                                 |                                        |                                        |                                        |                                        |                                        |                                        |                                        |                                        |

## Ajuntament
EL consistori és format per 28 regidors, que el 2008 eren repartits:
- CDU 5 regidors (18,1%)
- SPD 4 regidors (15,1%)
- Die Linke 7 regidors (25,8%)
- FDP 3 regidors (10,7%)
- DSU 1 regidor (2,7%)
- UBV 5 regidors (16,1%)
- VL, 2 regidors (3,4%)
- L. PUR, 1 regidor (4,0%)